# Coalición 2016
La Coalición 2016 también conocida como Coalición Gambia 2016 o Coalición Gambia ha Decidido (Gambia has Decided)  es una coalición electoral de Gambia fundada en noviembre de 2016 por siete partidos políticos, que tenía como objetivo poner fin al régimen autoritario de Yahya Jammeh electoralmente. El candidato de la coalición fue Adama Barrow, originalmente miembro del Partido Democrático Unificado (UDP por sus siglas en inglés). Barrow abandonó el UDP como señal de su neutralidad electoral.
Los partidos políticos en la coalición, aparte del UDP eran la Organización Democrática Popular por la Independencia y el Socialismo (PDOIS), el Partido de Reconciliación Nacional (PRN), el Congreso Moral de Gambia (CMG), el Partido Convención Nacional (PCN), el Partido Progresista del Pueblo (PPP), el Partido de Gambia por la Democracia y el Progreso (GPDP),
La candidata independiente y activista anti-mutilación genital femenina Dra. Isatou Touray también se unió a la coalición. Barrow ganó las elecciones con el 43.3% de los votos.